# Novohrîhorivka (Novohrîhorivka), Nîjnohirskîi
Novohrîhorivka (în ucraineană Новогригорівка) este localitatea de reședință a comunei Novohrîhorivka din raionul Nîjnohirskîi, Republica Autonomă Crimeea, Ucraina.

## Demografie
Componența lingvistică a localității Novohrîhorivka
     Rusă (78,87%)
     Tătară crimeeană (11,06%)
     Ucraineană (8,77%)
     Alte limbi (0,31%)
Conform recensământului din 2001, majoritatea populației localității Novohrîhorivka era vorbitoare de rusă (78,87%), existând în minoritate și vorbitori de tătară crimeeană (11,06%) și ucraineană (8,77%).